# Красна Дубрава (Павловський район)
Красна Дубра́ва (рос. Красная Дубрава) — селище у складі Павловського району Алтайського краю, Росія. Входить до складу Рогозіхинської сільської ради.

## Населення
Населення — 267 осіб (2010; 249 у 2002).
Національний склад (станом на 2002 рік):
- росіяни — 96 %